# Phú Quốc-sziget

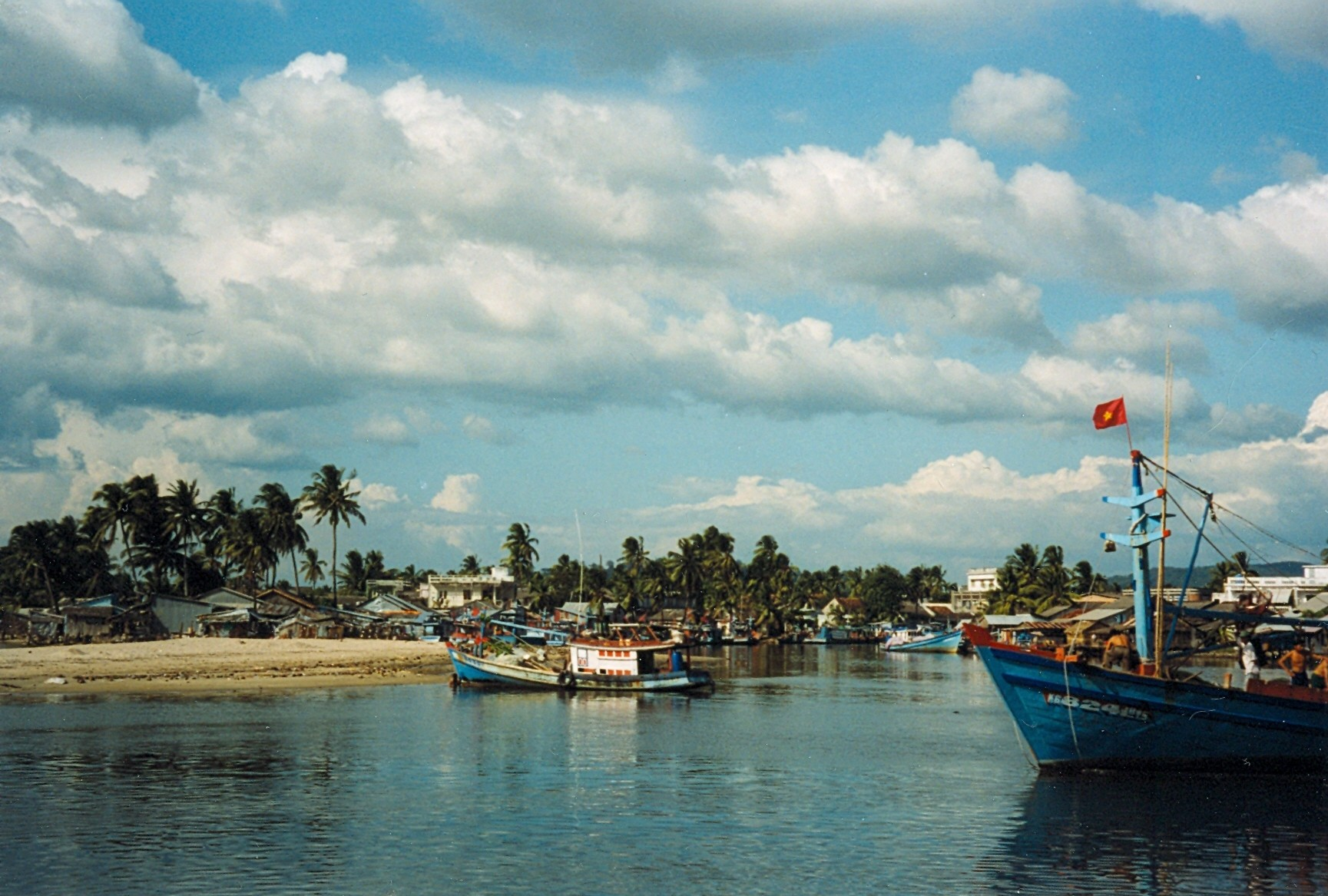
Dương Đông kikötője

A Phú Quốc-sziget Vietnám legnagyobb szigete. A sziget Kiên Giang tartomány része, teljes területe 574 km², állandó lakossága 85 000 fő. A területhez tartozik 21 kisebb sziget. A sziget gazdasága halászatból, mezőgazdaságból és turizmusból áll. Phú Quốc Vietnám egyik legnépszerűbb turistacélpontja.
A sziget legnagyobb városa Dương Đông, ami a nyugati parton helyezkedik el. Ugyanitt található a repülőtér, a legtöbb szálloda és a fő kikötő is. Második legnagyobb városa An Thới, ami a sziget déli partján van. Ehhez közel találhatók a Bãi Sao és Bãi Khem nevű homokos partok. Ismert település még Cửa Cạn.

## Földrajz, éghajlat
A Thai-öbölben fekvő sziget Kambodzsához esik közelebb, onnan 12 km-re délre helyezkedik el. A sziget nagyjából 50 km hosszú É-D irányban, és 25 km széles K-Ny irányban a legszélesebb pontján.
A szigeten végigvonuló hegylánc a „99 csúcs” nevet viseli, ez a sziget hosszában végigvonul. Legmagasabb pontja a Chúa-hegy 603 m-es magasságával.
A sziget éghajlata monszun-jellegű, az esős évszak júniustól novemberig tart, a száraz évszak decembertől májusig. Az éves csapadék nagy mennyiségű, 2879 mm. Az április és a május a legforróbb hónap, 35 °C legmagasabb hőmérséklettel.

## Gazdasága
A sziget fő bevételi forrása a turizmus, ami fejlődőben van. Legnagyobb vonzereje a háborítatlan, homokos tengerpart.
Phú Quốc légikikötője a Phú Quốc nemzetközi repülőtér, ami összeköti Ho Si Minh-várossal (Tân Sơn Nhất nemzetközi repülőtér, 50 perces út), és Rach Gia várossal (Rach Gia repülőtér).

## Képgaléria

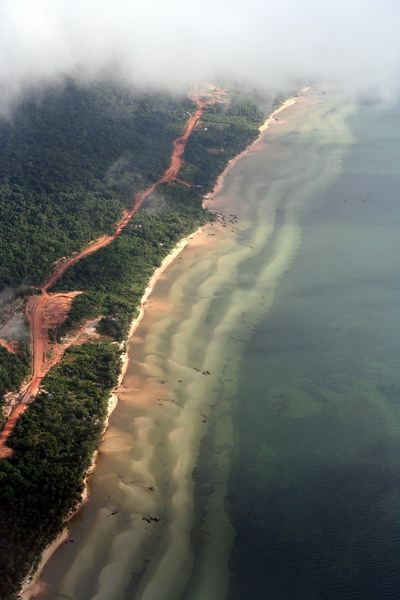
Phú Quốc tengerpartja
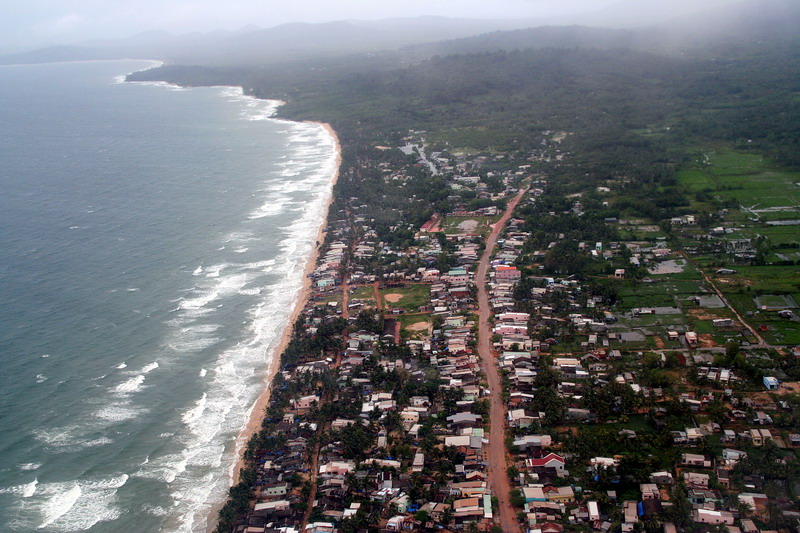
Phú Quốc tengerpartja
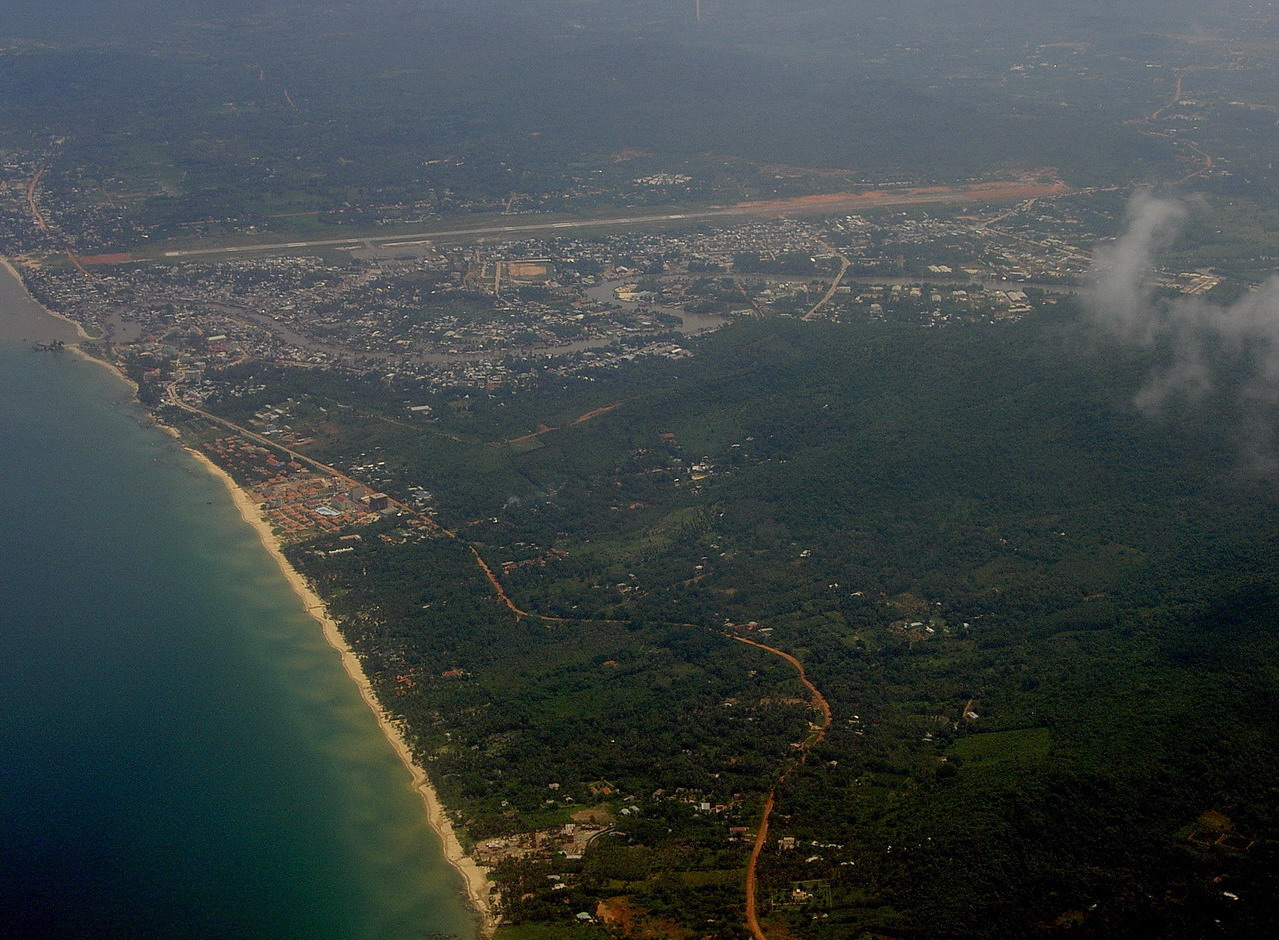
Phú Quốc tengerpartja
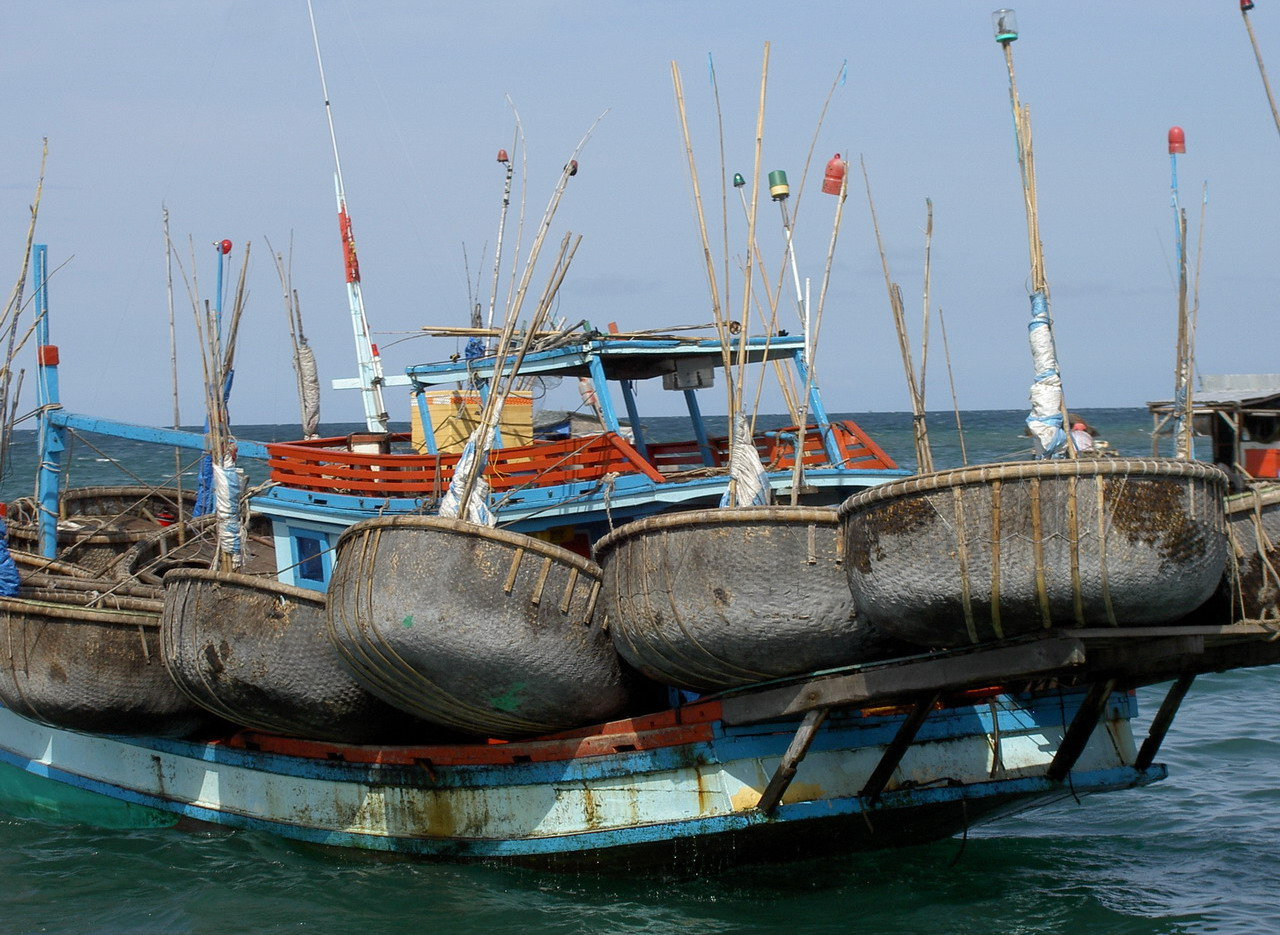
Halászhajó
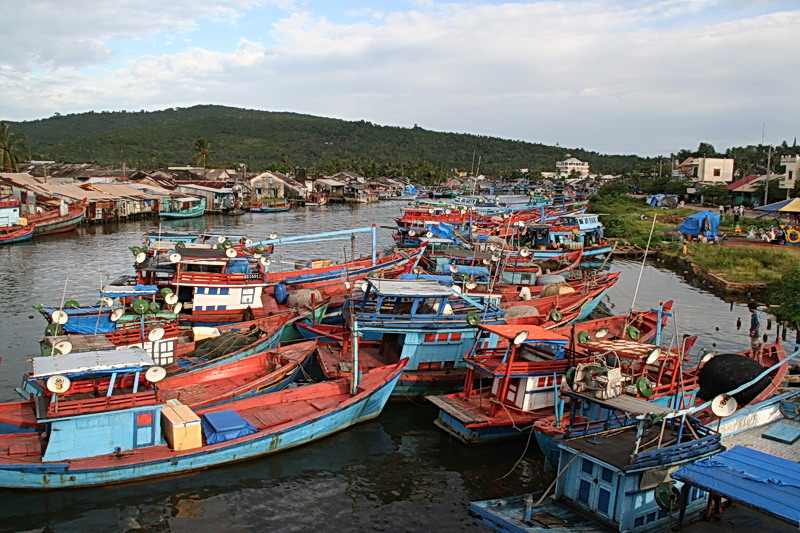
Halászhajók
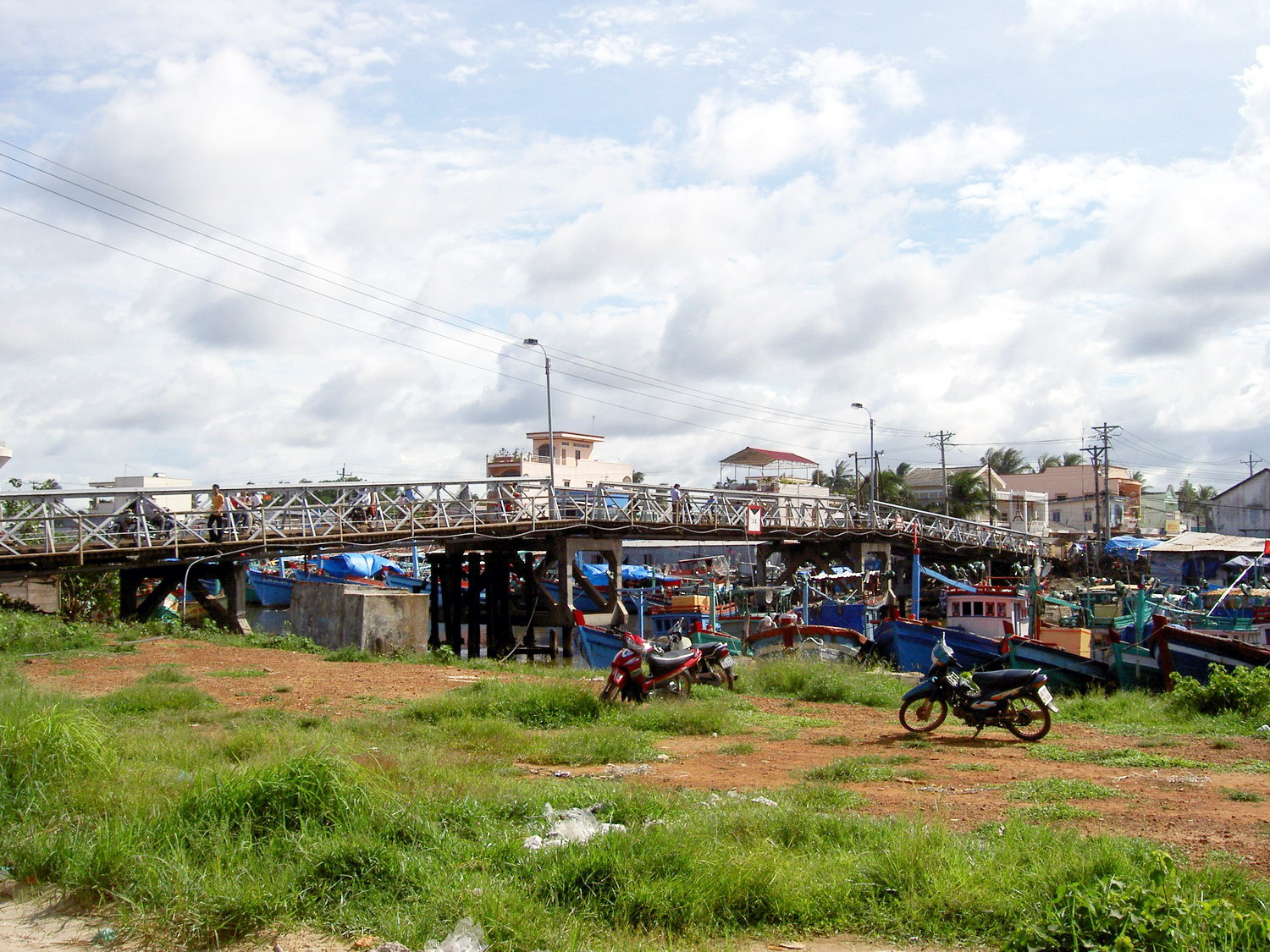
Híd a Dương Đông folyón
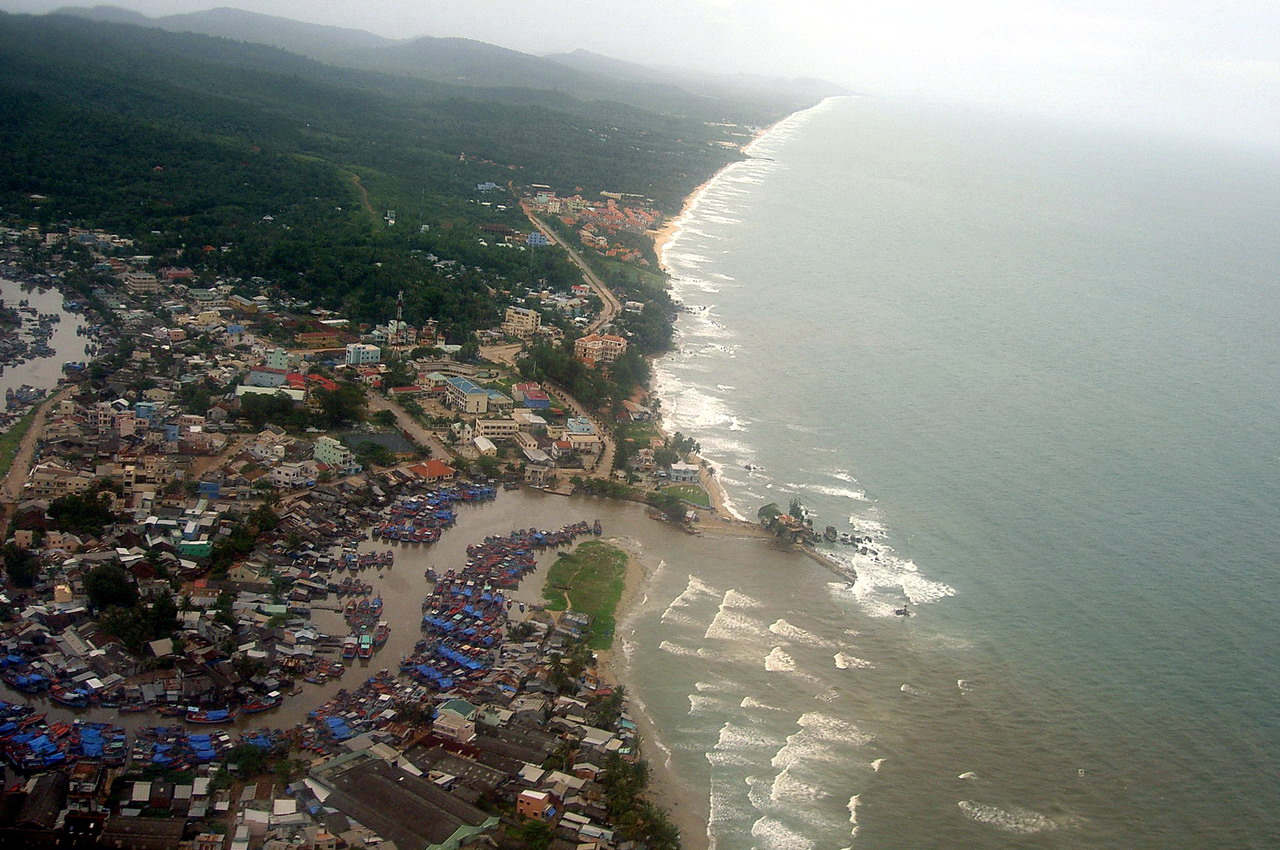
A Dương Đông folyó torkolata
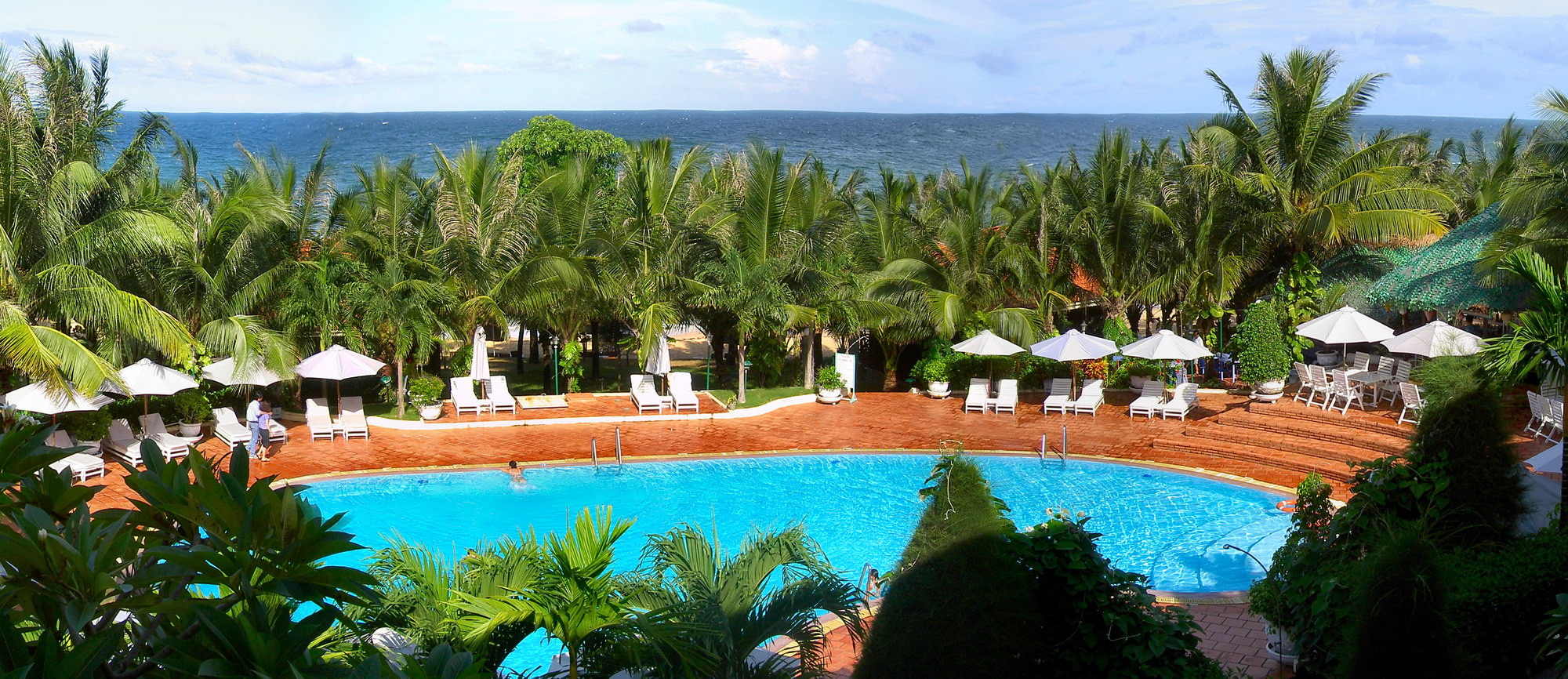
Phú Quốc-i szálloda
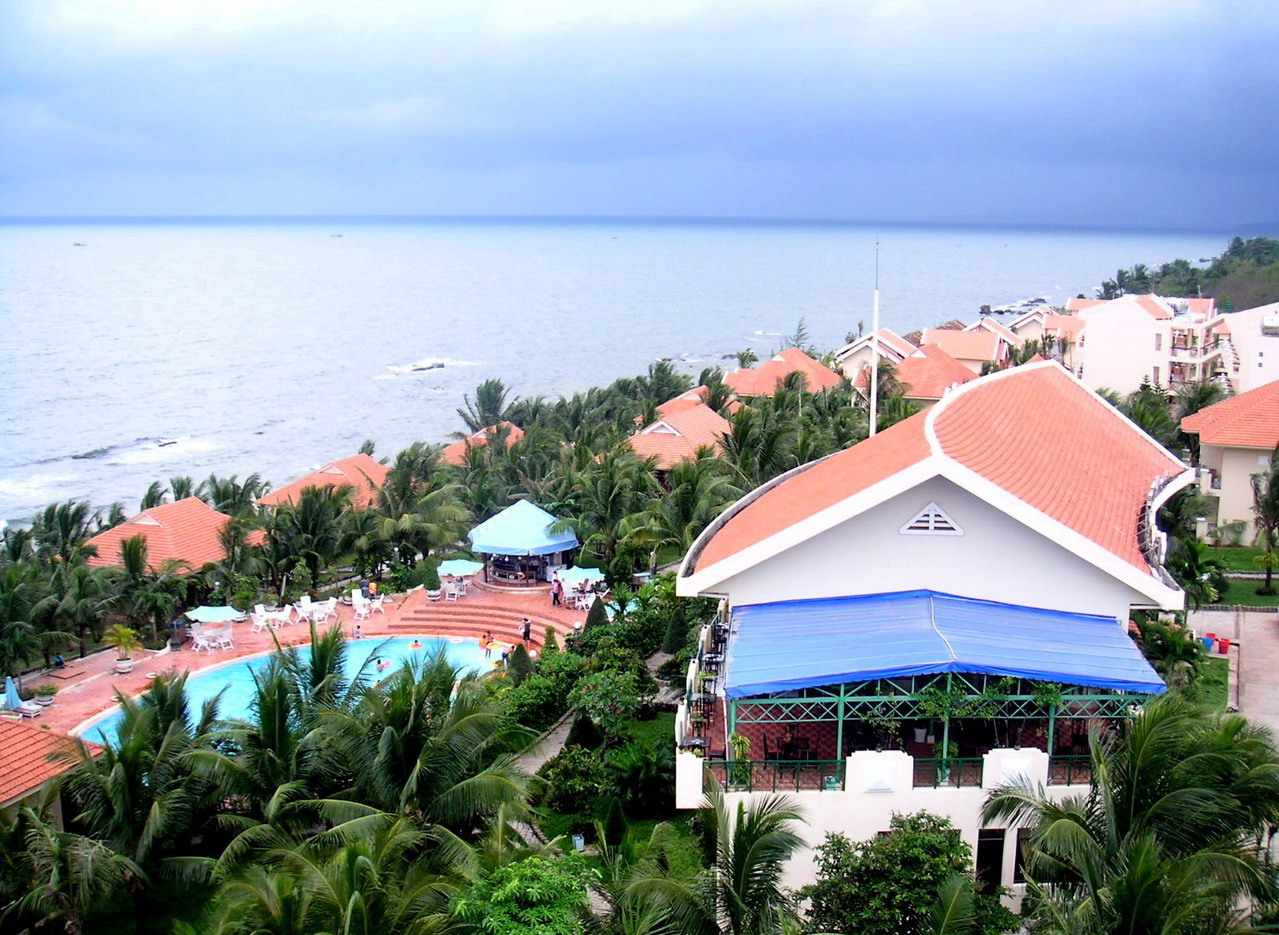
Phú Quốc-i szálloda
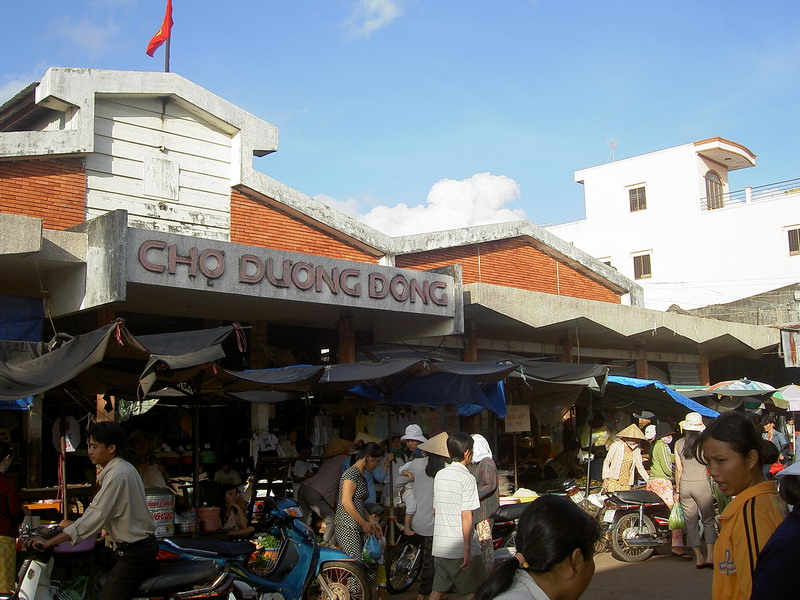
Dương Đông-i piac
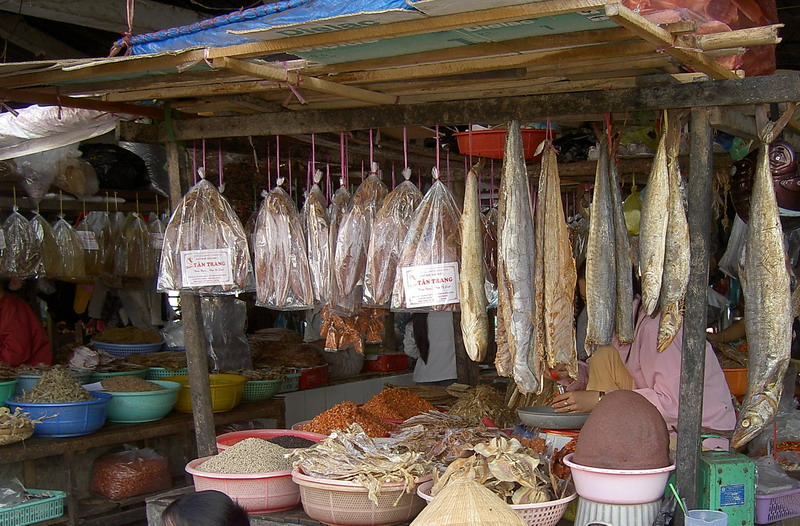
Dương Đông-i piac
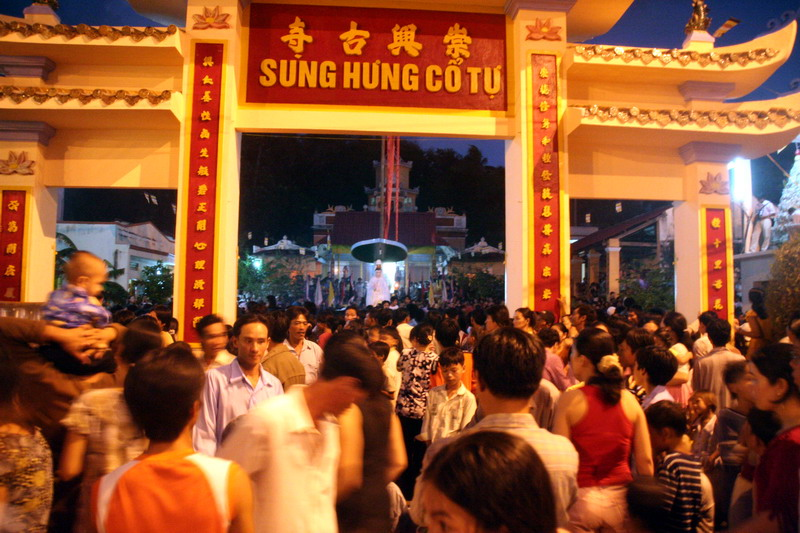
Sùng Hưng pagoda
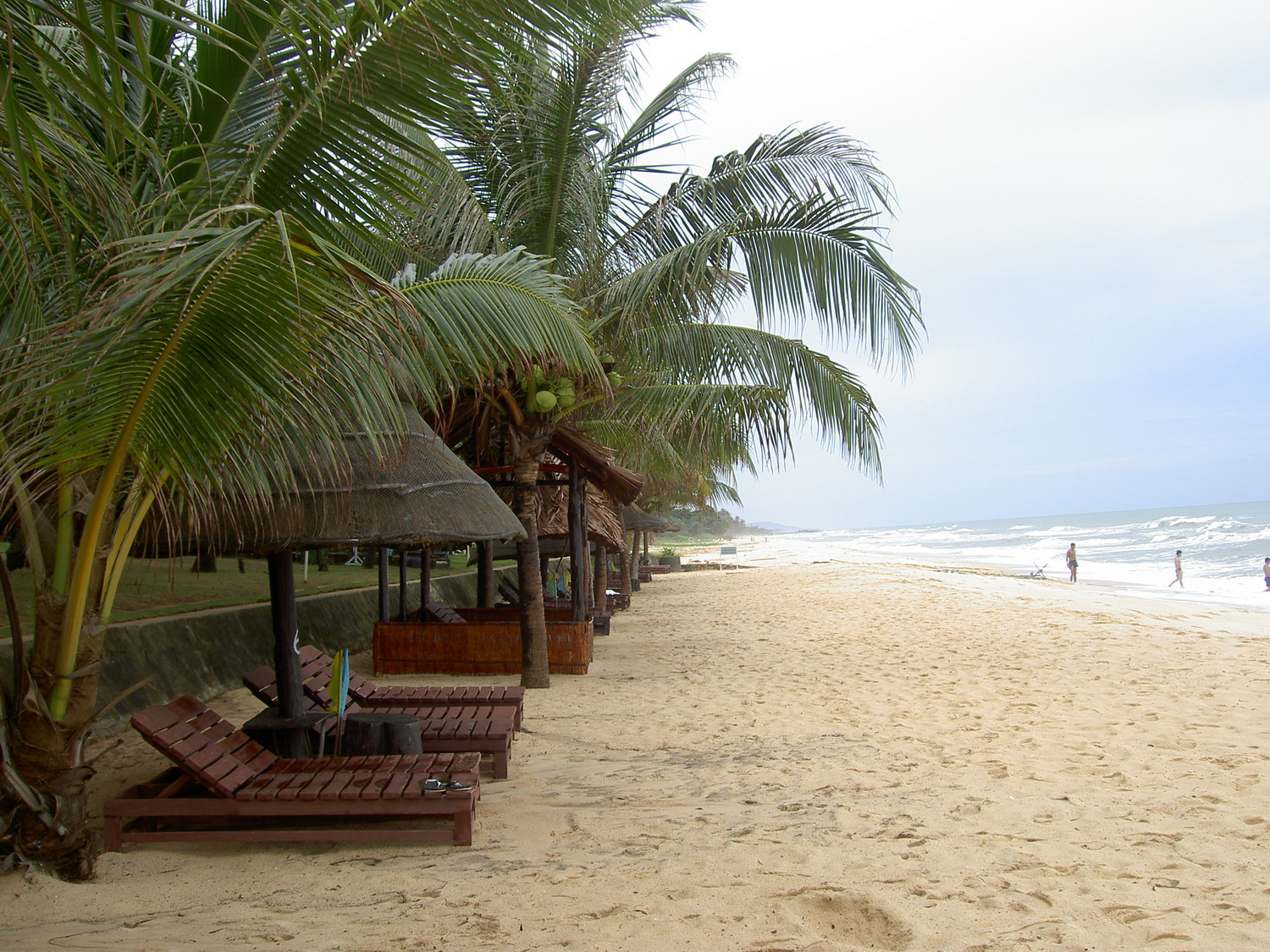
Phú Quốc tengerpartja
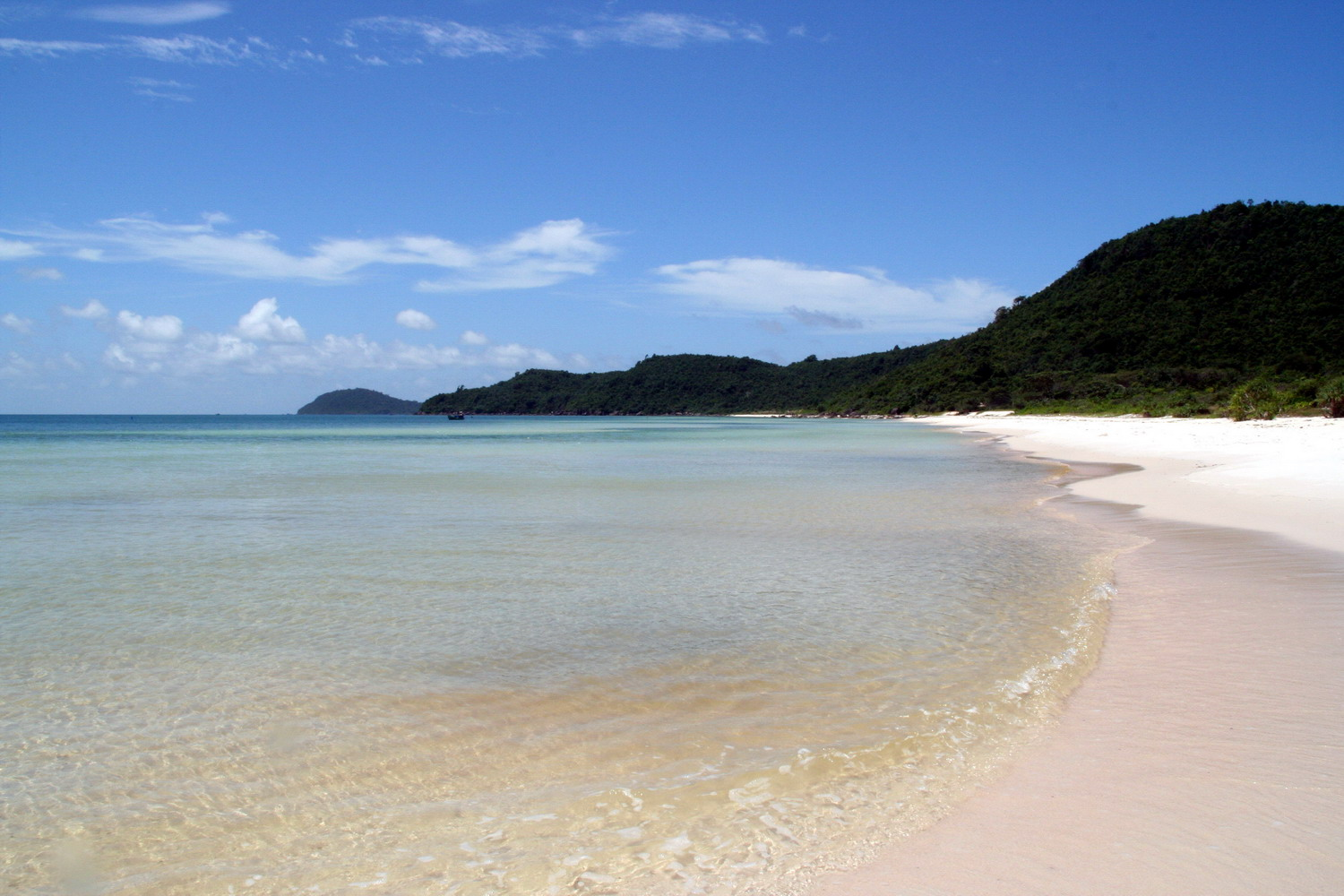
Phú Quốc  tengerpartja (Bãi Sao)
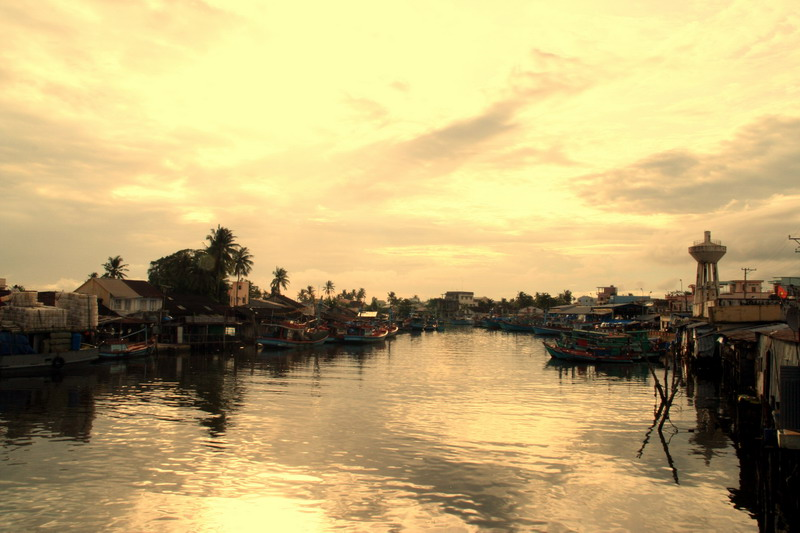
Dương Đông folyó
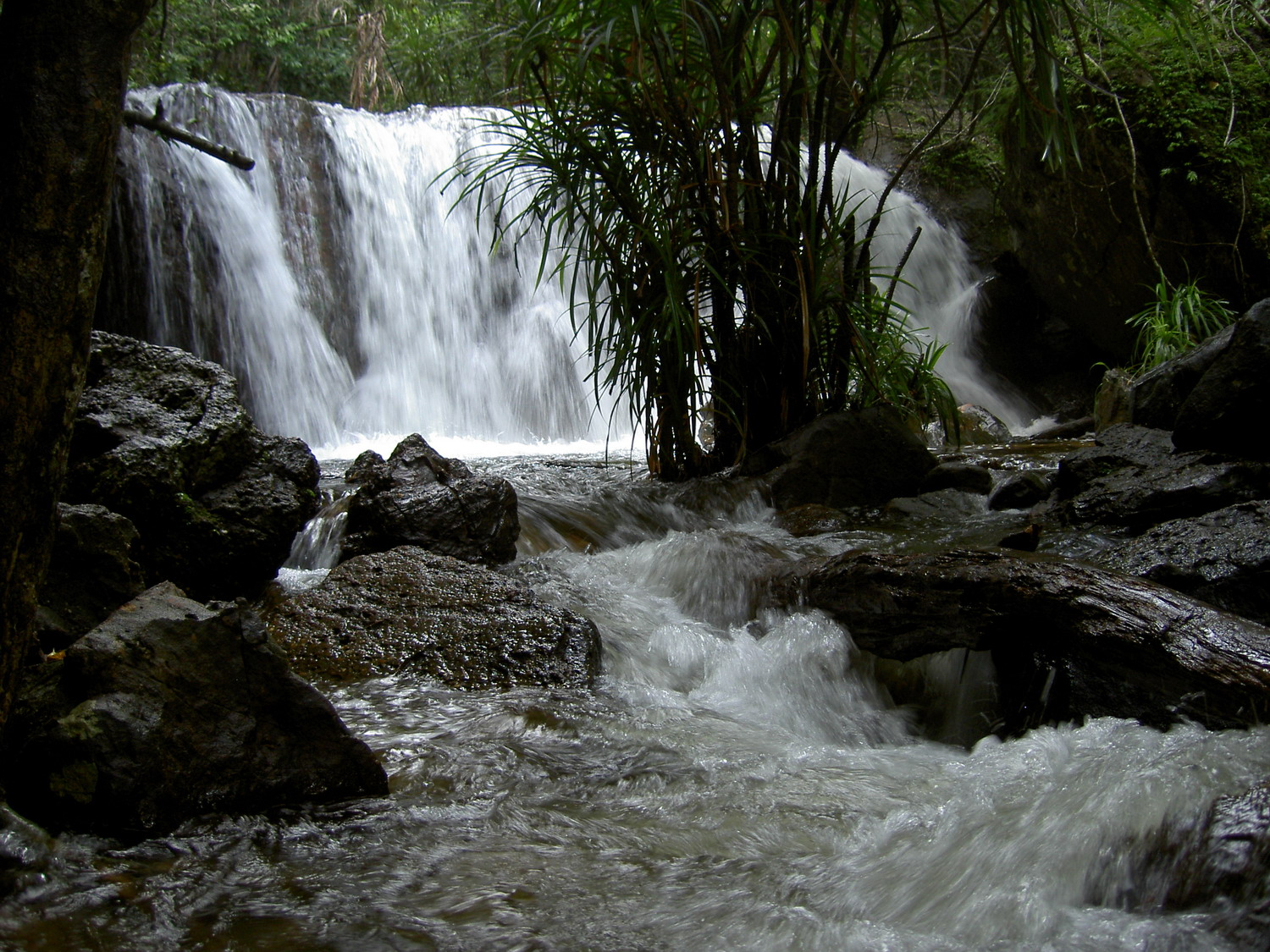
Suối Tranh
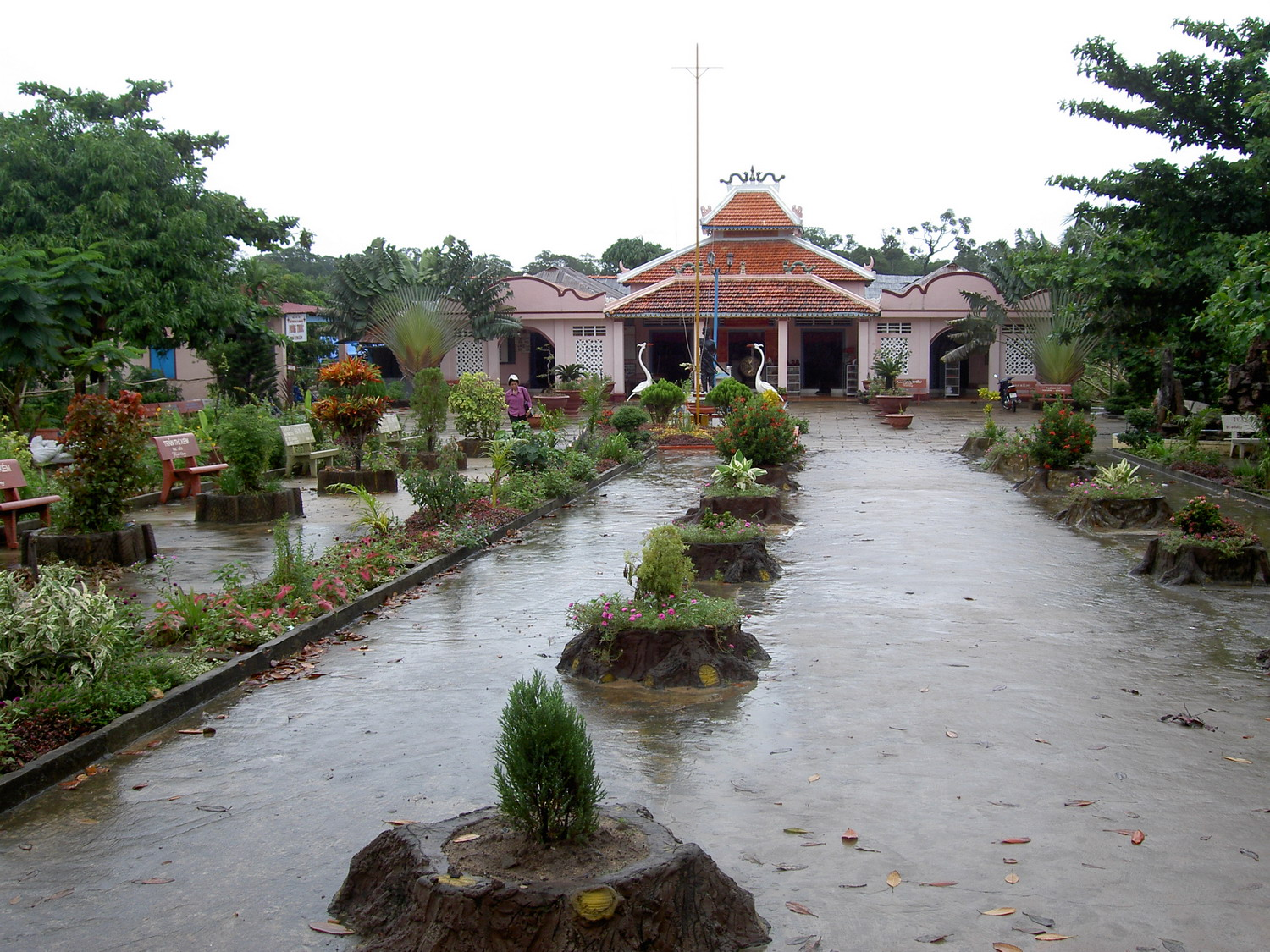
Nguyễn Trung Trực-i templom
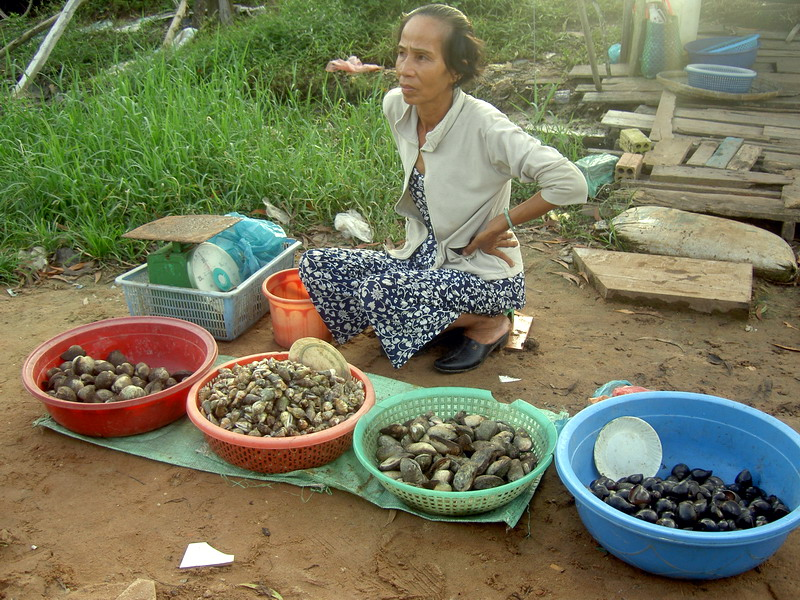
Kagylóárus
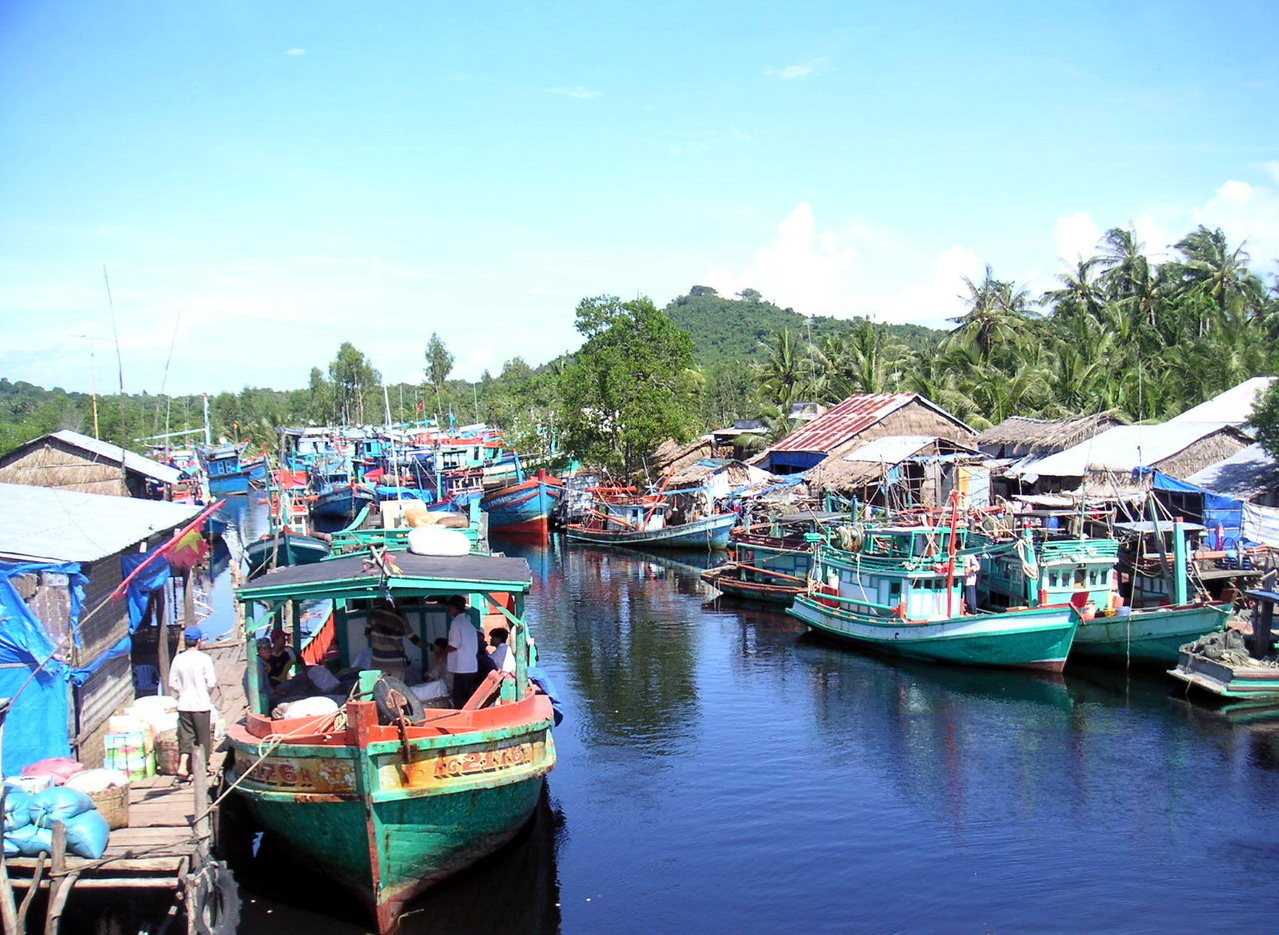
Halászfalu

## Fordítás
Ez a szócikk részben vagy egészben  a   Phú Quốc című angol Wikipédia-szócikk fordításán alapul.  Az eredeti cikk szerkesztőit annak laptörténete sorolja fel. Ez a jelzés csupán a megfogalmazás eredetét és a szerzői jogokat jelzi, nem szolgál a cikkben szereplő információk forrásmegjelöléseként.